# Phasia subnitida
Phasia subnitida là một loài ruồi trong họ Tachinidae.